# Pilar (cantora)
Pilar Gomes Moura (Campo Grande, 29 de maio de 1995) é uma cantora e compositora brasileira. Em maio de 2020, lançou seu primeiro disco autoral, o EP Confluir, com uma canção em parceria com o cantor Zeca Baleiro.

## Biografia
Nascida e criada em Campo Grande, aos cinco anos de idade, por incentivo da mãe e do tio Fernando Bola (baterista da banda Olho de Gato), Pilar começou a tocar piano. Aos oito anos, escreveu e gravou sua primeira musica em estúdio. Mudou-se para São Paulo para cursar administração de empresas no Insper e onde conheceu, em 2018, o tecladista e produtor musical Adriano Magoo com quem gravou o primeiro disco autoral, o EP Confluir. Em 2019, se apresentou no Brazilian Day de Estocolmo.

### Carreira
Em 2019, Pilar gravou um EP com quatro músicas em parceria com Adriano Magoo, tecladista do cantor Zeca Baleiro.. Depois, passou seis meses apenas compondo o restante das músicas do disco. Em junho de 2019, a convite do baixista Rubem Farias se apresentou no Brazilian Day de Estocolmo, ao lado de nomes como Filó Machado..Em dezembro de 2019, se apresentou no Estádio do Canindé, no Festival Mundo Psicodélico, num line-up que contou com nomes como Cynthia Luz, Maneva e Planta & Raiz. Em maio de 2020, lançou seu EP de seis faixas Confluir, com uma delas, "Favela City", com participação do cantor Zeca Baleiro. Além disso, o EP contou com a mixagem do multi-ganhador do Latin Grammy Award, Luis Paulo Serafim .

## Discografia
Álbuns de estúdio
- 2020: EP Confluir

Singles
- 2019: "Gentilmente"